# 康本雅子
康本 雅子 （やすもと まさこ、1974年3月16日 - ）は、日本のダンサー・振付家。東京都千代田区出身。

## 人物・来歴
跡見学園中学校・高等学校卒業後、東京造形大学に進学するも2年で中退。その後、一人でタイ・ネパール・インドなどアジア諸国、オーストラリア、アフリカ等を旅した際に出会ったダンスに影響を受ける。その後の活動において、日本のコンテンポラリー・ダンス界で異彩を放ち、現在も注目を集めている。
Mr.Children、一青窈をはじめとする著名ミュージシャンのプロモーションビデオや、松尾スズキの舞台で振付を担当するなど、多方面で活動を展開中である。

## 出演

### テレビ
- トップランナー （2008年1月5日、NHK教育）
- 3カット美人（2009年8月3日、NHK総合）
- 課外授業 ようこそ先輩（2012年4月30日、NHK総合）

### 映画
- WE ARE LITTLE ZOMBIES（2019年、日活）

### 舞台
- シブヤデアイマショウ（2021年4月18日 - 4月25日、Bunkamuraシアターコクーン）コーナー演出も担当
- 全自動煩悩ずいずい図（2023年8月5日ー8月6日）会場：穂の国とよはし芸術劇場PLATアートスペース 作・振付：康本雅子　 出演：小倉笑　菊澤将憲　小林萌　小山まさし　鈴木春香　辻本佳　村上渉　康本雅子 音楽提供：おおるたいち